# Giovanni Battista Castagneto
Giovanni Battista Felice Castagneto, aussi connu sous le nom de João Batista Castagneto, (Gênes 27 novembre 1851 - Rio de Janeiro, 29 décembre 1900) est un peintre italo-brésilien.

## Biographie
On ne connaît rien de la vie de Giovanni Battista Castagneto en Italie, en dehors du fait qu'il était marin. On connaît toutefois sa forte inclination pour la peinture, ce qui explique pourquoi, peu après son arrivée à Rio de Janeiro le 5 octobre 1874 en compagnie de son père Lorenzo, marin lui aussi, il cherche à se faire inscrire à l'Académie impériale des Beaux-Arts.
Au moment où il veut entrer à l'Académie en 1877, il a 23 ans. Pour contourner la limite d'âge d'admission, fixée à 17 ans, son père Lorenzo di Gregorio Castagneto donne des informations erronées, déclarant vivre au Brésil depuis 1862 et prétendant que son fils vient d'avoir 16 ans. Ainsi est née la version, encore récemment[Quand ?] admise, que Castagneto est né en 1862[réf. nécessaire]. Quand il meurt en 1900, il a en fait près de cinquante ans, et pas seulement trente-huit comme on l'a longtemps cru.
Castagneyo avait un niveau très médiocre d'éducation, à la limite de l'analphabétisme, comme en témoignent les examens organisés à l'Académie. Néanmoins, il intègre l'institution en tant qu'auditeur libre et peut assister aux cours de 1878 jusqu'en 1884, ayant pour professeur, entre autres, Zeferino da Costa.
Il est également formé par Georg Grimm entre 1882 et 1884, et il le suit quand il quitte l'Académie et son atelier pour s'installer sur la plage de Boa Viagem à Niterói. Entre-temps, en 1883, il est l'assistant de João Zeferino da Costa pour la peinture des panneaux décoratifs de l'église de la Chandeleur à Rio de Janeiro.
Castagneto fait partie du groupe de Grimm avec Antônio Parreiras, Domingo Garcia y Vásquez, Hipólito Boaventura Carón, Joaquim José de França Júnior et Francisco Joaquim Gomes Ribeiro. Un autre allemand, Thomas Driendl, joue le rôle d'assistant et d'enseignant suppléant.
Entre 1890 et 1893, il réside en France, d'abord à Paris, mais la ville ne l'enchante pas et il choisit la région de Toulon pour développer sa peinture.
Il fut un important peintre de marines.

## Galerie

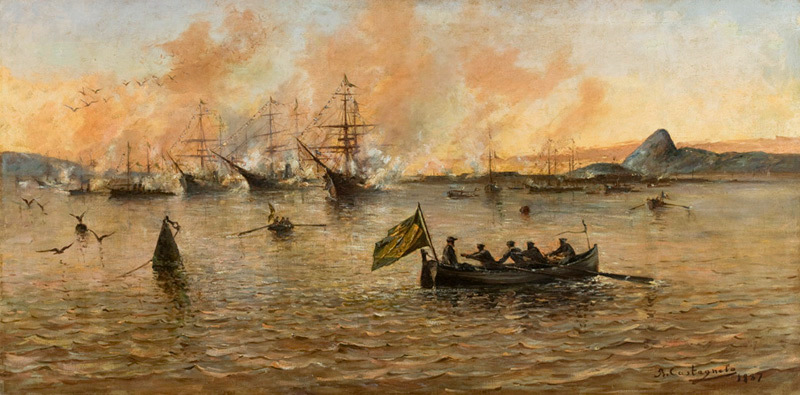
"Uma salva em dia de grande gala na baía do Rio de Janeiro" de 1887, Musée des Beaux-Arts de São Paulo
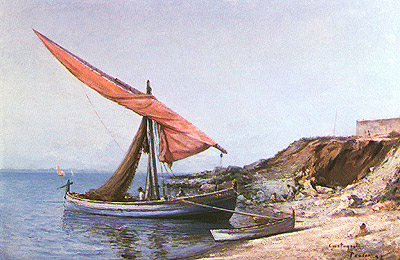
"Barco a vela ancorado na praia de Toulon (França)", 1892,
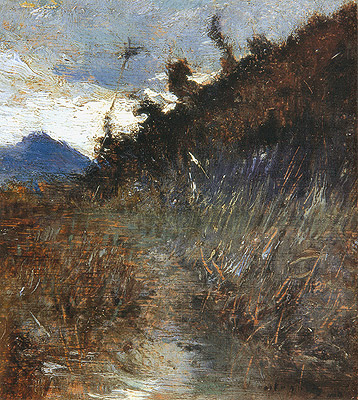
"Paisagem", 1900